# Prawo celne (ustawa)
Ustawa z dnia 19 marca 2004 r. – Prawo celne, jest w Polsce uzupełnieniem  unijnego kodeksu celnego.
Ustawę znowelizowano wielokrotnie. Ostatnia zmiana weszła w życie w 2022 roku.

## Poprzedzające akty prawne
Wcześniejszym aktem prawa celnego była nieobowiązująca już ustawa Kodeks celny. Została wydana dnia 9 stycznia 1997 roku, weszła w życie 1 stycznia 1998 roku. Ustawę uchylono z dniem 1 maja 2004 roku, czyli w dniu przystąpienia Polski do Unii Europejskiej (i tym samym do Unii Celnej tworzonej przez państwa członkowskie UE). Tego samego dnia weszła w życie nowa regulacja odnosząca się do materii z zakresu prawa celnego - Prawo celne. Uzupełnia ona, na poziomie krajowym, właściwe przepisy wspólnotowe (w szczególności – unijny kodeks celny).